# Adelaide International 1 2023 - Qualificazioni singolare maschile
Le qualificazioni del singolare dell'Adelaide International 2023 sono un torneo di tennis preliminare per accedere alla fase finale della manifestazione. I vincitori dell'ultimo turno entreranno di diritto nel tabellone principale. In caso di ritiro di uno o più giocatori aventi diritto, subentreranno i lucky loser, ossia i giocatori che hanno perso nell'ultimo turno e che avevano una classifica più alta rispetto agli altri partecipanti che avevano perso nel turno finale.

## Teste di serie
1. Kwon Soon-woo (qualificato)
2. Ugo Humbert (primo turno)
3. Roman Safiullin (qualificato)
4. Grégoire Barrère (primo turno)

1. Tarō Daniel (ultimo turno)
2. Ben Shelton (primo turno)
3. Vasek Pospisil (ultimo turno)
4. Zhang Zhizhen (primo turno)

## Qualificati
1. Kwon Soon-woo
2. Alexei Popyrin

1. Roman Safiullin
2. Rinky Hijikata

## Tabellone

### Sezione 1
|  | Primo turno | Primo turno   | Primo turno   | Primo turno | Primo turno |  |  | Ultimo turno | Ultimo turno  | Ultimo turno | Ultimo turno | Ultimo turno |  |
|  |             |               |               |             |             |  |  |              |               |              |              |              |  |
|  | 1           | Kwon Soon-woo | Kwon Soon-woo | 6           | 6           |  |  |              |               |              |              |              |  |
|  |             | Dominic Thiem | Dominic Thiem | 4           | 1           |  |  | 1            | Kwon Soon-woo | 7            | 4            | 7            |  |
|  | WC          | Edward Winter | Edward Winter | 1           | 0           |  |  | 5            | Tarō Daniel   | 6(4)         | 6            | 6(2)         |  |
|  | 5           | Tarō Daniel   | Tarō Daniel   | 6           | 6           |  |  |              |               |              |              |              |  |

### Sezione 2
|  | Primo turno | Primo turno    | Primo turno    | Primo turno | Primo turno |  |  | Ultimo turno | Ultimo turno   | Ultimo turno | Ultimo turno | Ultimo turno |  |
|  |             |                |                |             |             |  |  |              |                |              |              |              |  |
|  | 2           | Ugo Humbert    | Ugo Humbert    | 3           | 6(1)        |  |  |              |                |              |              |              |  |
|  |             | Wu Yibing      | Wu Yibing      | 6           | 7           |  |  |              | Wu Yibing      | 4            | 6            | 5            |  |
|  |             | Alexei Popyrin | Alexei Popyrin | 6           | 6           |  |  |              | Alexei Popyrin | 6            | 3            | 7            |  |
|  | 8           | Zhang Zhizhen  | Zhang Zhizhen  | 2           | 3           |  |  |              |                |              |              |              |  |

### Sezione 3
|  | Primo turno | Primo turno      | Primo turno    | Primo turno | Primo turno |  |  | Ultimo turno | Ultimo turno    | Ultimo turno | Ultimo turno | Ultimo turno |  |
|  |             |                  |                |             |             |  |  |              |                 |              |              |              |  |
|  | 3           | Roman Safiullin  | 6(2)           | 6           | 6           |  |  |              |                 |              |              |              |  |
|  |             | Yannick Hanfmann | 7              | 4           | 4           |  |  | 3            | Roman Safiullin | 6(5)         | 6            | 6            |  |
|  |             | John Millman     | John Millman   | 5           | 2           |  |  | 7            | Vasek Pospisil  | 7            | 2            | 3            |  |
|  | 7           | Vasek Pospisil   | Vasek Pospisil | 7           | 6           |  |  |              |                 |              |              |              |  |

### Sezione 4
|  | Primo turno | Primo turno      | Primo turno      | Primo turno | Primo turno |  |  | Ultimo turno | Ultimo turno    | Ultimo turno    | Ultimo turno | Ultimo turno |  |
|  |             |                  |                  |             |             |  |  |              |                 |                 |              |              |  |
|  | 4           | Grégoire Barrère | Grégoire Barrère | 2           | 3           |  |  |              |                 |                 |              |              |  |
|  | WC          | Rinky Hijikata   | Rinky Hijikata   | 6           | 6           |  |  | WC           | Rinky Hijikata  | Rinky Hijikata  | 7            | 6            |  |
|  |             | James Duckworth  | James Duckworth  | 6           | 7           |  |  |              | James Duckworth | James Duckworth | 5            | 4            |  |
|  | 6           | Ben Shelton      | Ben Shelton      | 3           | 6(2)        |  |  |              |                 |                 |              |              |  |